# Dolicoderins
Els dolicoderins (Dolichoderinae) són una subfamília de formigues que inclou nombroses espècies entre les quals destaca la formiga argentina (Linepithema humile) una espècie invasora en expansió als Països Catalans.
Aquesta subfamília es distingeix pel fet de tenir un únic pecíol i, per tant, no tenen postpecíol.

## La subfamília Dolichoderinae a la Península Ibèrica
A la península Ibèrica hi ha quatre gèneres: Bothriomyrmex, Dolichoderus, Linepithema i Tapinoma amb un total de 12 espècies.

## Taxonomia
La subfamília Dolichoderinae es subdivideix en 4 tribus i conté nombrosos gèneres:
- BothriomyrmeciniDubovikov, 2005
  - Arnoldius Dubovikov, 2005
  - Bothriomyrmex Emery, 1869
  - Chronoxenus Santschi, 1919
  - Loweriella Shattuck, 1992
  - Ravavy Fisher, 2009
- Dolichoderini Forel, 1878
  - Dolichoderus Lund, 1831
- Leptomyrmecini Emery, 1913
  - Anillidris Santschi, 1936
  - Anonychomyrma Donisthorpe, 1947
  - Azteca Forel, 1878
  - Doleromyrma Forel, 1907
  - Dorymyrmex Mayr, 1866
  - Forelius Emery, 1888
  - Froggattella Forel, 1902
  - Gracilidris Wild & Cuezzo, 2006
  - Iridomyrmex Mayr, 1862
  - Leptomyrmex Mayr, 1862
  - Linepithema Mayr, 1866
  - Nebothriomyrmex Dubovikov, 2004
  - Ochetellus Shattuck, 1992
  - Papyrius Shattuck, 1992
  - Philidris Shattuck, 1992
  - Turneria Forel, 1895
- Tapinomini Emery, 1913
  - Aptinoma Fisher, 2009
  - Axinidris Weber, 1941
  - Ecphorella Forel, 1909
  - Liometopum Mayr, 1861
  - Tapinoma Förster, 1850
  - Technomyrmex Mayr, 1872